# Crișana (ziar)
Crișana este un ziar local din Oradea, fondat în anul 1945, editat de Casa de Presă și Editură Anotimp S.A.